# ناتالیا کسپرسکی

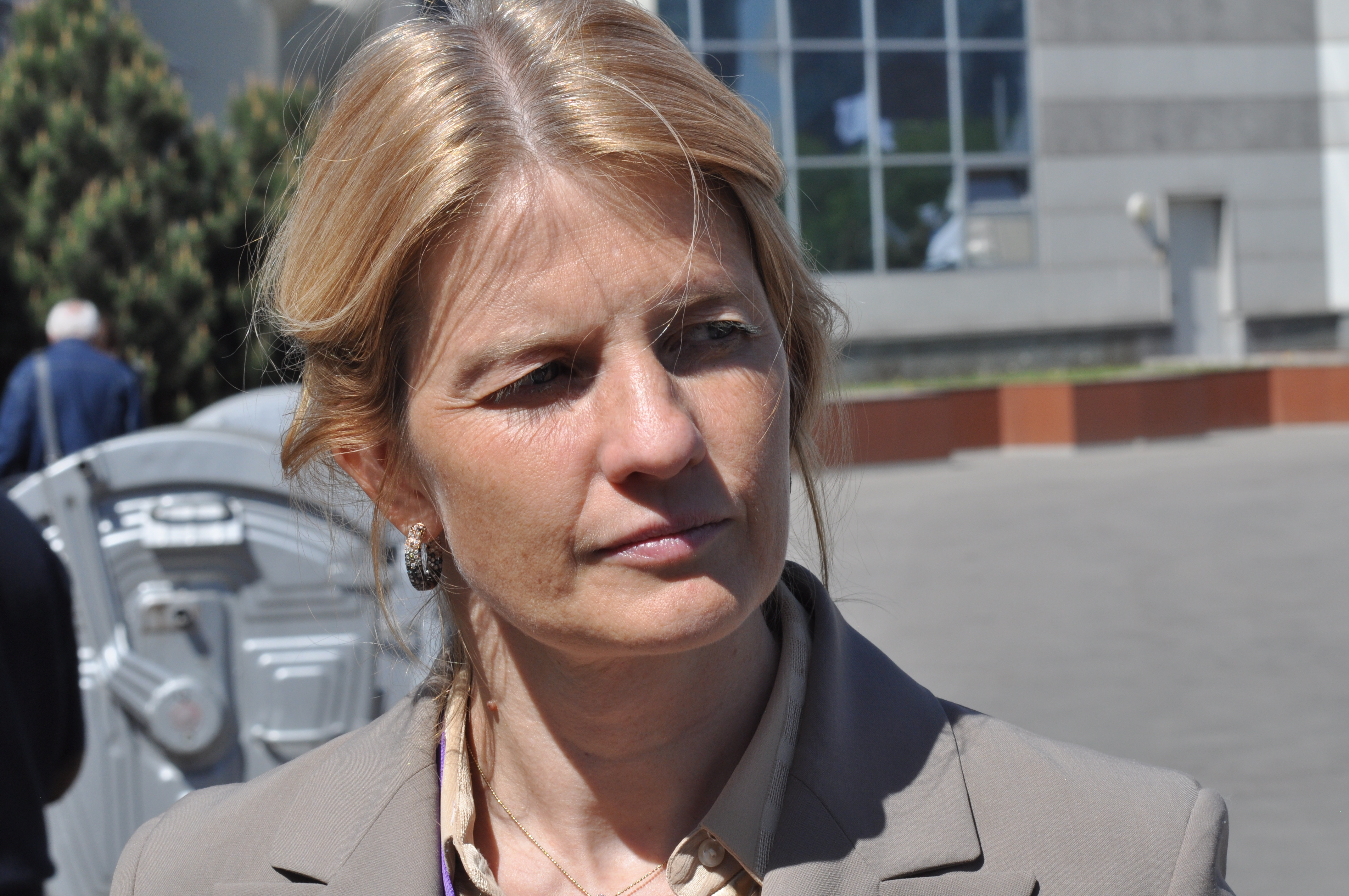
ناتالیا کسپرسکی

ناتالیا کسپرسکی یا ناتالیا ایوانووا کاسپرسکایا (به روسی: Наталья Ивановна Касперская) (زادهٔ ۵ فوریه ۱۹۶۶ در مسکو، روسیه شوروی) از بنیانگذاران و مدیر پیشین شرکت کاسپرسکی است.
او از سال ۱۹۹۷ تا سال ۲۰۰۷ مدیر عامل اجرایی شرکت کسپرسکی بود. او همسر سابق یوگنی کسپرسکی پایه‌گذار شرکت کسپرسکی نیز بوده‌است.

## زندگینامه
کسپرسکی در سال ۱۹۸۹ از موسسه ماشین‌های الکترونیک مسکو در رشتهٔ ریاضیات کاربردی فارغ التحصیل شد، و به عنوان دستیار تحقیقاتی در یک دفتر طراحی علمی مشغول به کار شد. سپس در سال ۱۹۹۴ در مرکز فناری اطلاعات KAMI مشغول به کار شد جایی که از او برای مدیریت پروژهٔ AVP دعوت به عمل آمد. او در سال ۱۹۹۷ به عنوان مدیر عامل اجرایی به استخدام شرکت کاسپرسکی درآمد.